# Tismanella
Tismanella es un género de escarabajos de la familia Leiodidae.

## Especies
Se reconocen las siguientes:
- Tismanella chappuisi
- Tismanella winkleriana